# Volkswagen Polo Cup
De Volkswagen Polo Cup is een tourwagenraceklasse voor mannen en vrouwen geboren tussen 16 en 26 jaar oud. Het is bedacht om jong talent te kweken voor de DTM of een ander tourwagen klasse. Het wordt georganiseerd door Volkswagen Motorsport en de ADAC. Het is vergelijkbaar met de Renault Clio Cup en de Seat Cupra Cup. De klasse is voortgekomen uit de Volkswagen Lupo cup. Er zijn kampioenschappen onder andere in Duitsland en Denemarken.

## De auto
De raceklasse gebruikt Volkswagen Polo's. De motor is getuned door McPherson en heeft een inhoud van 1983cc en een vermogen van 150pk (110kW). Het chassis is van aluminium en de carrosserie is van kunststof. De auto gaat van 0 tot 100 in 7,4 seconden met een topsnelheid van 215 kilometer per uur.

## Kampioenen

### Volkswagen Polo Cup Duitsland
| Jaar | Naam                | Nationaliteit |
| ---- | ------------------- | ------------- |
| 2007 | Constantin Dressler | Duitsland     |
| 2006 | Jimmy Johansson     | Zweden        |
| 2005 | René Rast           | Duitsland     |
| 2004 | Matthias Meyer      | Duitsland     |

### Volkswagen Polo Cup Denemarken
| Jaar | Coureur         | Nationaliteit |
| ---- | --------------- | ------------- |
| 2007 | Jacob Ludvigsen | Denemarken    |